# Gnophos infuscatus
Gnophos infuscatus är en fjärilsart som beskrevs av Leo Schwingenschuss 1927. Gnophos infuscatus ingår i släktet Gnophos och familjen mätare. Inga underarter finns listade i Catalogue of Life.